# 世界城光谷步行街
光谷步行街是中華人民共和國湖北省武汉市洪山区的一條商業步行街，由武汉利嘉置业公司投资建设，于2007年开街，全長1350米，总占地面积41.79万平方米。光谷步行街沿街有美國、西班牙、北欧和英伦風格的建築。

## 外部連結
- 官方网站